# Robert Simson
Pour les articles homonymes, voir Simson.
Ne pas confondre avec les mathématiciens Edward Simpson et Thomas Simpson.
Robert Simson (14 octobre 1687 – 1er octobre 1768) est un mathématicien écossais célèbre pour ses contributions en géométrie, notamment la droite de Simson.

## Biographie
Fils aîné de John Simson de Kirktonhall, West Kilbride dans le comté d'Ayrshire, Robert Simson était destiné à l'état ecclésiastique, mais ses goûts l'orientaient vers les mathématiques.
Lorsqu'il entrevit la possibilité de bientôt reprendre la chaire de mathématiques de l'université de Glasgow, Simson partit pour Londres afin de compléter ses connaissances. Il revint un an plus tard, et devint en 1711 professeur titulaire, charge qu'il exerça jusqu'en 1761.

## Œuvres

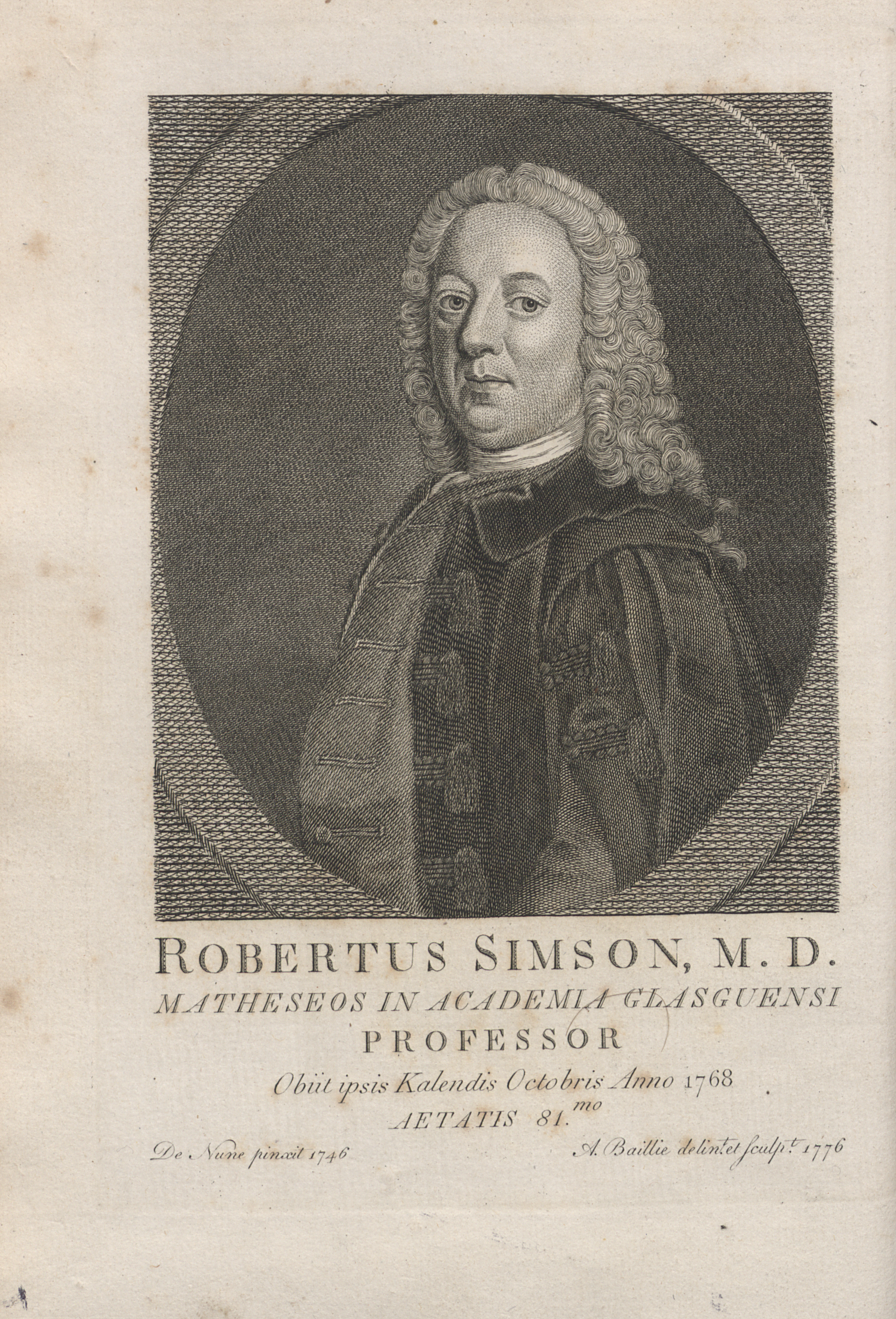
Opera quaedam reliqua, 1776

Les contributions de Simson en mathématiques prennent la forme d'éditions critiques et de reconstitutions de traités perdus des géomètres de l'Antiquité. Son premier article, publié dans les Philosophical Transactions de la Royal Society (1723, vol. XL, p. 330) est consacré aux « Livre des porismes » d'Euclide.
Puis il publia les cinq premiers livres des Coniques d'Apollonius de Perga, sous le titre Sectionum conicárum libri V (Édimbourg, 1735), dont une seconde édition augmentée parut en 1750. Les trois premiers livres de ce traité furent traduits en anglais et réimprimés plusieurs fois sous le titre The Elements of the Conic Sections. En 1749, il reconstitua à partir des lemmes fournis dans le livre VII de la Collection mathématique de Pappus d'Alexandrie le Livre des lieux plans, un traité perdu d'Apollonius, publié sous le titre Apollonii Pergæi locorum planorum libri II..
En 1752, il redécouvre Albert Girard. Il communique sa découverte au comte Stanhope et publie l'année suivante dans les Philosophical Transactions of the Royal Society, un hommage aux calculs de fractions continues du Samielois.
La première édition bilingue (latin-anglais) des Éléments d'Euclide due à Simson parut en 1756. Cet ouvrage, qui ne comportait que les livres I à VI et les livres XI et XII de l'original, mais auquel Simson annexa en 1762 le Livre des Données, fut jusqu'à la fin du XIXe siècle la version standard d'Euclide en Angleterre.
À la mort de Simson, le comte Stanhope fit imprimer à ses frais une édition à tirage limité des reconstitutions d'autres traités : le De sectione déterminata d'Apollonius et le De Porismatibus d'Euclide, sous le titre de  Roberti Simson opera quaedam reliqua (1776). Cet ouvrage contient également des essais sur les Logarithmes et sur les Limites de quantités et de rapports, ainsi que quelques problèmes illustrant la méthode analytique des Anciens.
La droite pédale d'un triangle est parfois appelée droite de Simson en hommage à cet érudit écossais.

## Note et sources
1. ↑  (en) William Trail, Account of the life and writings of Robert Simson, Printed for G. and W. Nicol, 1812, p. 29

- (en) Cet article est partiellement ou en totalité issu de l’article de Wikipédia en anglais intitulé « Robert Simson » (voir la liste des auteurs).
- (en) W. Trail, Life and Writings of Robert Simson (1812)
- (en) C. Hutton, Mathematical and Philosophical Dictionary (1815).